# 이토이역
이토이역(일본어: 糸井駅 いといえき[*])은 일본 홋카이도 도마코마이시에 위치한 홋카이도 여객철도 무로란 본선의 철도역이다. 역 번호는 H20이며, 상대식 승강장 2면 2선의 구조를 갖춘 지상역이다.

## 역 주변
- 국도 제36호선

## 역사
- 1917년 6월 1일 : 고이토이 신호소로서 개업.
- 1922년 4월 1일 : 고이토이 신호장으로 명칭 변경.
- 1951년 3월 10일 : 여객 취급 개시.
- 1956년 4월 1일 : 역으로 격상, 이토이역으로 명칭 변경. 소화물 취급 개시.
- 1980년 5월 15일 : 소화물 취급 폐지.
- 1987년 4월 1일 : 일본국유철도 분할 민영화에 의해, 홋카이도 여객철도가 승계.

## 인접 역
| 홋카이도 여객철도 무로란 본선 | 홋카이도 여객철도 무로란 본선 | 홋카이도 여객철도 무로란 본선 |
| ----------------------------- | ----------------------------- | ----------------------------- |
| H 21 니시키오카 오샤만베 방면 | ■ 무로란 본선                 | 아오바 H 19 도마코마이 방면   |